# Edmond Ledoux
Edmond René Jean Ledoux, né le 11 juin 1870 à Alès et mort le 8 octobre 1933 à Ixelles (Bruxelles), est un ingénieur et industriel français.

## Biographie
Fils de Charles Ledoux et de Louise Levat, Edmond Ledoux fait ses études au collège Sainte-Barbe puis au lycée Louis-Le-Grand. Il débute dans la marine de guerre après l'école navale et devient enseigne de vaisseau en 1893. En 1896, il est sur le croiseur Troude, en 1899 sur le cuirassé Jauréguiberry et en 1912 sur le cuirassé Suffren.
Il épouse en 1899 Marie Villaret dont il eut sept enfants, dont le diplomate Albert Ledoux et le traducteur Francis Ledoux.

## Vie professionnelle
Installé en 1899 en Angleterre, en tant qu'ingénieur-administrateur, il a pour mission de remettre sur pieds la société Simon Carves. Constituée en 1916, elle est la maison mère de la Compagnie des Matériaux Industriels, de la Compagnie Normande de Forages, de la Société Industrielle du Bâtiment, des Entreprises de Grands Travaux Hydrauliques, de la Société d'Utilisation des Combustibles Pulvérisés, des Entreprises du Nord et de l'Est. Il s'y trouve à l'époque de l'invention des fours à coke de récupération. 
De retour en France, il développe l'industrie de l'oléum et monte la grande usine de Saint-Chamas pendant la Première Guerre mondiale participant ainsi à l'effort de guerre en permettant la production massive d'explosifs. En 1916, il est appelé comme administrateur des établissements Kuhlmann. Il devient peu après administrateur de la Compagnie nationale des matières colorantes réunie par la suite aux établissements Kuhlmann. 
Il fonde également la Société pour l'utilisation des combustibles.

## Distinctions
- Chevalier de la Légion d'honneur (23 octobre 1925)[4]